# Miletus assamensis
Miletus assamensis är en fjärilsart som beskrevs av William Doherty 1891. Miletus assamensis ingår i släktet Miletus och familjen juvelvingar. Inga underarter finns listade i Catalogue of Life.